# Euptilotis
Euptilotis is een geslacht van vogels uit de familie trogons (Trogonidae).

## Soorten
Het geslacht kent de volgende soort:
- Euptilotis neoxenus – Geoorde trogon